# Lista de deputados estaduais do Rio de Janeiro da 5.ª legislatura
Esta é a lista de deputados estaduais do Rio de Janeiro eleitos para a legislatura 1991–1995.

## Composição das bancadas
| Partido | Líder                            | Bancada | Posição      |
| ------- | -------------------------------- | ------- | ------------ |
| PDT     | Alice Tamborindeguy              | 21 / 70 | Governo      |
| PFL     | Daisy Lucidi                     | 9 / 70  | Oposição     |
| PMDB    | Paulo Duque                      | 9 / 70  | Oposição     |
| PT      | Heloneida Studart                | 6 / 70  | Oposição     |
| PDC     | José Cozzolino                   | 4 / 70  | Oposição     |
| PRN     | João Batista Cáffaro             | 4 / 70  | Oposição     |
| PTB     | Fernando Gonçalves               | 3 / 70  | Independente |
| PTR     | Emir Larangeira                  | 3 / 70  | Independente |
| PSDB    | Wagner Siqueira                  | 3 / 70  | Oposição     |
| PMN     | José Claudio de Oliveira Martins | 2 / 70  | Governo      |
| PDS     | Hairson Monteiro                 | 1 / 70  | Oposição     |
| PCB     | Lúcia Souto                      | 1 / 70  | Governo      |
| PST     | Alcides Ramos                    | 1 / 70  | Independente |
| PNT     | Almir Rangel                     | 1 / 70  | Independente |
| PS      | Antonio Carlos do Nascimento     | 1 / 70  | Independente |
| PNAB    | Ivan de Albuquerque              | 1 / 70  | Independente |

## Deputados Estaduais
No Rio de Janeiro foram eleitos setenta (70) deputados estaduais.
| Deputados estaduais eleitos      | Partido | Cidade onde nasceu          | Unidade federativa  |
| Marco Antônio Alencar            | PDT     | Rio de Janeiro              | Rio de Janeiro      |
| Graça Matos                      | PDT     | Mimoso do Sul               | Espírito Santo      |
| Eduardo Chuahy                   | PDT     | Rio de Janeiro              | Rio de Janeiro      |
| Fernando Leite                   | PDT     | Rio de Janeiro              | Rio de Janeiro      |
| Aparecida Gama                   | PDT     | Rio de Janeiro              | Rio de Janeiro      |
| Alberto Brizola                  | PDT     | Triunfo                     | Rio Grande do Sul   |
| Cornélio Ribeiro                 | PDT     | Carmo                       | Rio de Janeiro      |
| José Nader                       | PDT     | Bananal                     | São Paulo           |
| Alice Tamborindeguy              | PDT     | Rio de Janeiro              | Rio de Janeiro      |
| Luiz Novaes                      | PDT     | Nova Iguaçu                 | Rio de Janeiro      |
| Tito Ryff                        | PDT     | Berna                       | Suíça               |
| Luiz Henrique Lima               | PDT     | Concórdia                   | Santa Catarina      |
| Jorge Picciani                   | PDT     | Rio de Janeiro              | Rio de Janeiro      |
| PC de Freitas                    | PDT     | Campos dos Goytacazes       | Rio de Janeiro      |
| Carlos Correia                   | PDT     | São João de Meriti          | Rio de Janeiro      |
| Leôncio Vasconcelos              | PDT     | Tianguá                     | Ceará               |
| José Barbosa Porto               | PDT     | Aracaju                     | Sergipe             |
| Luis Carlos de Jesus Machado     | PDT     | São João de Meriti          | Rio de Janeiro      |
| Adroaldo Peixoto Garani          | PDT     | Leopoldina                  | Minas Gerais        |
| Aloisio Oliveira Trindade        | PDT     | Rio de Janeiro              | Rio de Janeiro      |
| Palmir Antonio da Silva          | PDT     | Cabo Frio                   | Rio de Janeiro      |
| Lúcia Souto                      | PCB     | Rio de Janeiro              | Rio de Janeiro      |
| Albano Reis                      | PMDB    | Rio de Janeiro              | Rio de Janeiro      |
| Eraldo Macedo                    | PMDB    | Rio de Janeiro              | Rio de Janeiro      |
| Délio Cesar Leal                 | PMDB    | Paracambi                   | Rio de Janeiro      |
| Átila Nunes Filho                | PMDB    | Rio de Janeiro              | Rio de Janeiro      |
| Luis Fernando Padilha Leite      | PMDB    | Araruama                    | Rio de Janeiro      |
| Paulo Duque                      | PMDB    | Rio de Janeiro              | Rio de Janeiro      |
| José Augusto Guimarães           | PMDB    | Macaé                       | Rio de Janeiro      |
| José Gomes Graciosa              | PMDB    | Valença                     | Rio de Janeiro      |
| Pedro Fernandes Filho            | PMDB    | Parelhas                    | Rio Grande do Norte |
| David Noguchi                    | PTB     | Angra dos Reis              | Rio de Janeiro      |
| Fernando Gonçalves               | PTB     | Nova Iguaçu                 | Rio de Janeiro      |
| Manuel Rosa da Silva             | PTB     | Rio de Janeiro              | Rio de Janeiro      |
| Sivuca                           | PFL     | Valença                     | Rio de Janeiro      |
| Farid Abrão David                | PFL     | Nilópolis                   | Rio de Janeiro      |
| Maria Aparecida Boaventura       | PFL     | Petrópolis                  | Rio de Janeiro      |
| Alexandre Aguiar Cardoso         | PFL     | Duque de Caxias             | Rio de Janeiro      |
| José Cardoso Távora              | PFL     | São Gonçalo                 | Rio de Janeiro      |
| Daisy Lucidi                     | PFL     | Rio de Janeiro              | Rio de Janeiro      |
| Antônio Silva Duarte             | PFL     | Duque de Caxias             | Rio de Janeiro      |
| Antônio Francisco Neto           | PFL     | Volta Redonda               | Rio de Janeiro      |
| José Richard Waichel             | PFL     | Rio Grande                  | Rio Grande do Sul   |
| Carlos Minc                      | PT      | Rio de Janeiro              | Rio de Janeiro      |
| Rosely Souza                     | PT      | Belford Roxo                | Rio de Janeiro      |
| Godofredo Pinto                  | PT      | Campos dos Goytacazes       | Rio de Janeiro      |
| Paulo Edson de Amorin            | PT      | Itaperuna                   | Rio de Janeiro      |
| José Valente                     | PT      | Barcarena                   | Pará                |
| Heloneida Studart                | PT      | Fortaleza                   | Ceará               |
| Lamartine Santana                | PDC     | Senhor do Bonfim            | Bahia               |
| José Cozzolino                   | PDC     | Magé                        | Rio de Janeiro      |
| Cadorna                          | PDC     | Nova Friburgo               | Rio de Janeiro      |
| Antônio de Carvalho              | PDC     | Braga                       | Portugal            |
| Alcides José da Fonseca          | PRN     | Volta Redonda               | Rio de Janeiro      |
| João Batista Cáffaro             | PRN     | Itaboraí                    | Rio de Janeiro      |
| Joaquim Gerk Tavares             | PRN     | Cordeiro                    | Rio de Janeiro      |
| José Antonio Barbosa Lemos       | PRN     | São Francisco de Itabapoana | Rio de Janeiro      |
| Wanubia de Carvalho              | PTR     | Volta Redonda               | Rio de Janeiro      |
| Emir Larangeira                  | PTR     | São Gonçalo                 | Rio de Janeiro      |
| Aldimar Arsenio dos Santos       | PTR     | Barra Mansa                 | Rio de Janeiro      |
| Sérgio Cabral Filho              | PSDB    | Rio de Janeiro              | Rio de Janeiro      |
| Paulo Melo                       | PSDB    | Saquarema                   | Rio de Janeiro      |
| Wagner Siqueira                  | PSDB    | Rio de Janeiro              | Rio de Janeiro      |
| José Claudio de Oliveira Martins | PMN     | Teresópolis                 | Rio de Janeiro      |
| Samuca                           | PMN     | Mesquita                    | Rio de Janeiro      |
| Alcides Ramos                    | PST     | Resende                     | Rio de Janeiro      |
| Almir Rangel                     | PNT     | Rio de Janeiro              | Rio de Janeiro      |
| Hairson Monteiro                 | PDS     | Itaboraí                    | Rio de Janeiro      |
| Antonio Carlos do Nascimento     | PS      | Niterói                     | Rio de Janeiro      |
| Ivan de Albuquerque              | PNAB    | Cuiabá                      | Mato Grosso         |